# Orde de Lenin
L'Orde de Lenin (en rus Орден Ленина, transliteració: Orden Lènina), anomenada així pel líder de la Revolució Russa, fou la segona condecoració nacional en ordre d'importància de la Unió Soviètica (la primera era l'Orde de la Victòria). Va ser creada per la Presidència del Soviet Suprem de l'URSS el 6 d'abril del 1930.
L'Orde de Lenin és la condecoració més alta atorgada per l'URSS, tant per a militars com per a civils i col·lectius per sobresortir en el moviment revolucionari, l'activitat laboral, la defensa de la pàtria, el desenvolupament de l'amistat i la cooperació entre els pobles, el reforçament del món i altres mèrits que es destaquin especialment davant l'Estat Soviètic i la Societat. Pot ser atorgada als ciutadans soviètics, a les empreses, associacions, organitzacions, unitats militars i naus de guerra, unions i sindicats, repúbliques autònomes, regions, districtes, ciutats i localitats. També pot ser atorgada a estrangers.
Pot ser atorgada per si sola, i juntament al rebre el títol d'Heroi de la Unió Soviètica o Heroi del Treball Socialista, així com pel títol de Ciutat heroica.
L'Orde era atorgada per:
- Les fites exclusives i els èxits en el camp del desenvolupament econòmic, científic, tècnic, social i cultural de la societat soviètica, l'augment de l'eficiència i la qualitat del treball o pels mèrits que destaquen en el reforçament de la potència de l'Estat Soviètic.
- Pels mèrits especialment importants en la defensa de la Pàtria Socialista i el reforçament de la capacitat defensiva de l'URSS
- Per l'extraordinària activitat revolucionària, estatal, política i social
- Pels mèrits especialment importants en el desenvolupament de l'amistat i la cooperació entre els pobles de la Unió Soviètica i d'altres estats
- Pels mèrits que es destaquin especialment en el reforçament de la confraternitat socialista, el desenvolupament del moviment alliberador internacional comunista, del treball nacional, en la lluita pel món, la democràcia i el progrés social
- Per altres mèrits que es destaquin especialment davant de l'Estat Soviètic i la Societat.

Penja a l'esquerra del pit, i s'instal·la davant de tota la resta d'ordes i medalles. Dins l'escalafó honorífic soviètic només se situa després dels títols d'Heroi.
Instituïda per Decret de la Presidència del Soviet Suprem de l'URSS del 6 d'abril de 1930, l'estatut s'instituí el 5 de maig de 1930. El disseny de l'orde i els seus estatuts es modificaren el 27 de setembre de 1934, el 19 de juny de 1943 i el 16 de desembre de 1947. Finalment, el 28 de març de 1980 es confirmaren de nou els estatuts en una nova redacció.

## Història
La idea de la seva creació és del 8 de juliol de 1926 (amb prou feines dos anys després de la seva mort). Originàriament s'havia d'anomenar l'"Orde d'Ilitx". En la creació del projecte van prendre part el pintor I. Dubasov i l'escultor I.D. Shadr. Com a model van prendre una fotografia de Lenin de l'any 1921, presa durant el III Congrés del Komitern. El 1934, el canvi del dibuix de l'orde va ser obra de l'encunyador A. Vasiuntinski.
La primera concessió de l'Orde va ser realitzada el 23 de maig de 1930, i va ser al diari "Pravda", pel seu ajut actiu en el reforçament de la construcció socialista. El 23 de novembre de 1930 es concedí a Boris Rojzenman pels mèrits exclusius en l'afer de la millora i simplificació de l'administració pública i "la neteja de l'administració pública en les representacions de la Unió Soviètica a l'estranger".
Una de les primeres condecoracions col·lectives va ser pel cap dels tallers principals electro-tècnics del ferrocarril Moscou-Kursk. El 31 de març de 1931 es publicà la concessió a les indústries petroleres "Azneft" i "Grozneft" per assolir arribar als objectius del pla quinquennal en només dos anys.
Entre els primers caps militars en rebre l'Orde de Lenin trobem a S. Budionni, K. Voroixílov o M. Tukhatxevski.
Amb l'establiment el 16 d'abril de 1934 del títol d'Heroi de la Unió Soviètica, l'Orde de Lenin passà a atorgar-se immediatament a tot aquell que rebés aquell títol.
El 10 de setembre de 1934 s'aprovà la seva concessió per primera vegada a estrangers. Entre aquests trobem a uns mecànics estatunidencs que van participar en una missió de recerca i salvament. Després seria atorgada a gairebé tots els líders estrangers del moviment comunista, com Gueorgui Dimitrov (Bulgària), Klement Gottwald (Txecoslovàquia), János Kádár (Hongria), Dolores Ibárruri "La Pasionaria" (Espanya), Ho Chi Minh (Vietnam), Walter Ulbricht (RDA), Fidel Castro (Cuba), etc.
També la van rebre diverses unitats militars, com la 25a Divisió de Fusellers "Vasily Chapayev", la 30a Divisió de Fusellers Irkutsk (que acabà tenint 3 Banderes Roges, l'Orde de Lenin i Suvórov i era Membre de la Guàrdia), la 44a Divisió de Cavalleria, l'Acadèmia Militar Frunze o l'Acadèmia Militar de l'Aire N.E. Jukovskogo o l'Escola Militar Kirov de Kíev.
Durant la batalla del Llac Khasan va ser atorgada en 95 ocasions (decret de 25 d'octubre de 1938).
Moltes empreses industrials la van rebre, com poden ser les associacions petroleres "Azneft" i "Grozneft", les fàbriques de Kharkov, Minsk, Txeliabinsk, etc.
Entre el 4 de juny de 1944 i el 14 de setembre de 1957, l'Orde de Lenin era atorgada a oficials amb 25 anys de servei irreprotxable.
Abans de l'inici de la Gran Guerra Patriòtica ja havia estat atorgada en 6.500 ocasions (incloent als Herois de l'URSS); i durant els anys de la Gran Guerra Patriòtica va ser atorgada a prop de 41.000 persones, de les quals 36.000 van ser per mèrits militats; així com 207 unitats militars.
El màxim receptor de l'Orde de Lenin va ser el Ministre de Comerç Exterior, N. Patolitxev, amb 12, i el seguia el Mariscal de la Unió Soviètica D. Ustinov amb 11. L'acadèmic A.P. Aleksàndrov i l'enginyer aeronàutic A.S. Iakovlev en tenien 10. 9 en tenien el Mariscal V. Txuikov, l'investigador polar I.D. Papanin, el General P.V. Dementev i el ministre V.M. Rjabikov; i amb 8 concessions trobem als mariscals J. Baghramian, L. Bréjnev, S. Budionni, A. Vassilevski, V. Sokolovski, el General d'Exèrcit P.I. Batov, els acadèmics A.N. Túpolev, E. Ljsenco i S,V, Iljusin.
També la van rebre totes les repúbliques soviètiques, algunes d'elles fins a 3 cops: la R.S.S. de l'Azerbaidjan (1935, 1964, 1980), l'RSS d'Armènia (1958, 1968, 1978), l'R.S.S. del Kazakhstan (1956, 1979, el 1982) i l'R.S.S. de l'Uzbekistan (1939, 1956, el 1980). També la van rebre 20 repúbliques autònomes, 8 regions autònomes, 6 països fronteres, més de 100 regions i diverses ciutats: Moscou (1947, 1965), Leningrad (1945, 1957), Kíev (1954, 1961). La regió de Moscou en té 3 (1934, 1956, 1966).
Entre les institucions que la van rebre trobem el Museu Històric Estatal de Moscou (21 de febrer de 1972) o el Komsomol (en 3 ocasions.
En total va ser atorgada sobre unes 431.418 vegades

### Cultura popular
A la pel·lícula Panorama per matar de la sèrie James Bond, M, cap dels MI-5, rep l'Orde de Lenin de mans del General Anatol Gogol, perquè li sigui atorgada a l'agent 007. No obstant això, el General diu que és el primer cop que s'atorga a un ciutadà no-soviètic, la qual cosa no és certa. Per altra banda, l'Orde de Lenin ha aparegut sovint al pit de diversos enemics de Bond, normalment en forma de galó.
A la pel·lícula Indiana Jones i el regne de la calavera de cristall, Irina Spalko diu que ha rebut 3 Ordes de Lenin per 'saber coses abans que ningú altre'.

## Disseny

### 1r disseny - El Tractor
El primer tipus va ser confirmat el 23 de maig de 1930.
Consistia en un medalló rodó en plata, amb la imatge de Lenin en relleu sobre un fons industrial. Sota la imatge de Lenin apareix un tractor (del qual li ve el sobrenom). Al voltant de la imatge hi ha un anell en or, amb una fila d'esmalt vermell.
Al voltant de l'anell hi ha una corona de fulles de blat, amb la falç i el martell a la part superior i a la inferior la inscripció CCCP (URSS). Les lletres són en or, cobertes d'esmalt vermell; i cadascuna era un element separat.
Feia 38mm d'ample i 37,5mm d'alt; i anava subjectada mitjançant un cargol. Va ser concedida en unes 700 ocasions.

### 2n disseny - El relleu en plata

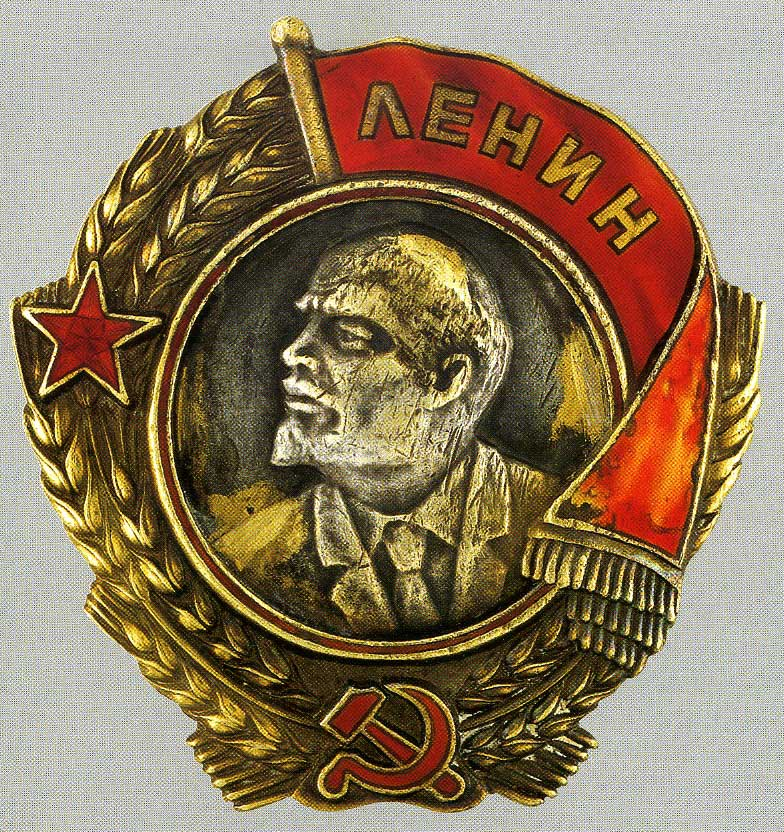
Disseny 1934-1936

Donat que en el primer disseny de l'Orde de Lenin no hi figuraven els símbols bàsics proletaris (l'Estrella roja i la Bandera Roja), es decidí modificar el seu disseny. Aquest va ser confirmat el 27 de setembre de 1934.
El primer canvi era que deixava de ser en plata per passar a ser d'or, i desapareixien les imatges del tractor i del fons industrial, així com la inscripció URSS. Sobre el medalló ara apareixia la Bandera Roja amb la inscripció ЛЕНИН (Lenin), i l'Estrella Roja se situava a l'esquerra. La falç i el martell se situaven a sota. Tot estava cobert en esmalt vermell. La imatge de Lenin era en plata.
Les dimensions eren 38,5mm d'alt i 38mm d'ample, i se seguia subjectant mitjançant un cargol.

### 3n disseny - El relleu en platí

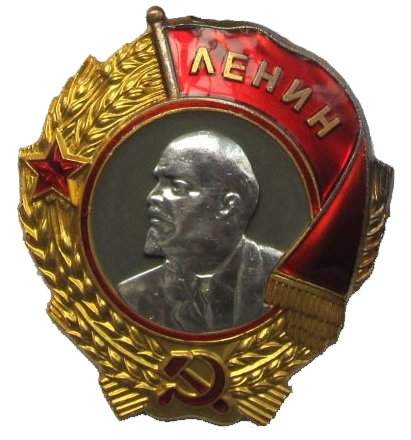
Disseny 1936-1943

La diferència substancial respecte a l'anterior disseny és que en aquest el relleu de Lenin passava a estar fabricat en platí en lloc de en plata.
S'estengué entre 11 de juny de 1936 i el 19 de juny de 1943, en què segons el Decret del Soviet Suprem, totes les ordes de forma circular havien de penjar d'una cinta.

### 4t disseny - Penjant d'una cinta
El disseny modern conté un retrat de Lenin en platí, envoltat per una corona espigues de blat en or. A l'esquerra de la corona hi ha una estrella de 5 puntes, a sota hi ha la falç i el martell, i a la dreta i al damunt, la bandera roja onejant.
L'estrella, la falç i el martell i la bandera estan cobertes en esmalt vermell. Sobre la bandera hi apareix la inscripció "ЛЕНИН" ("Lenin")

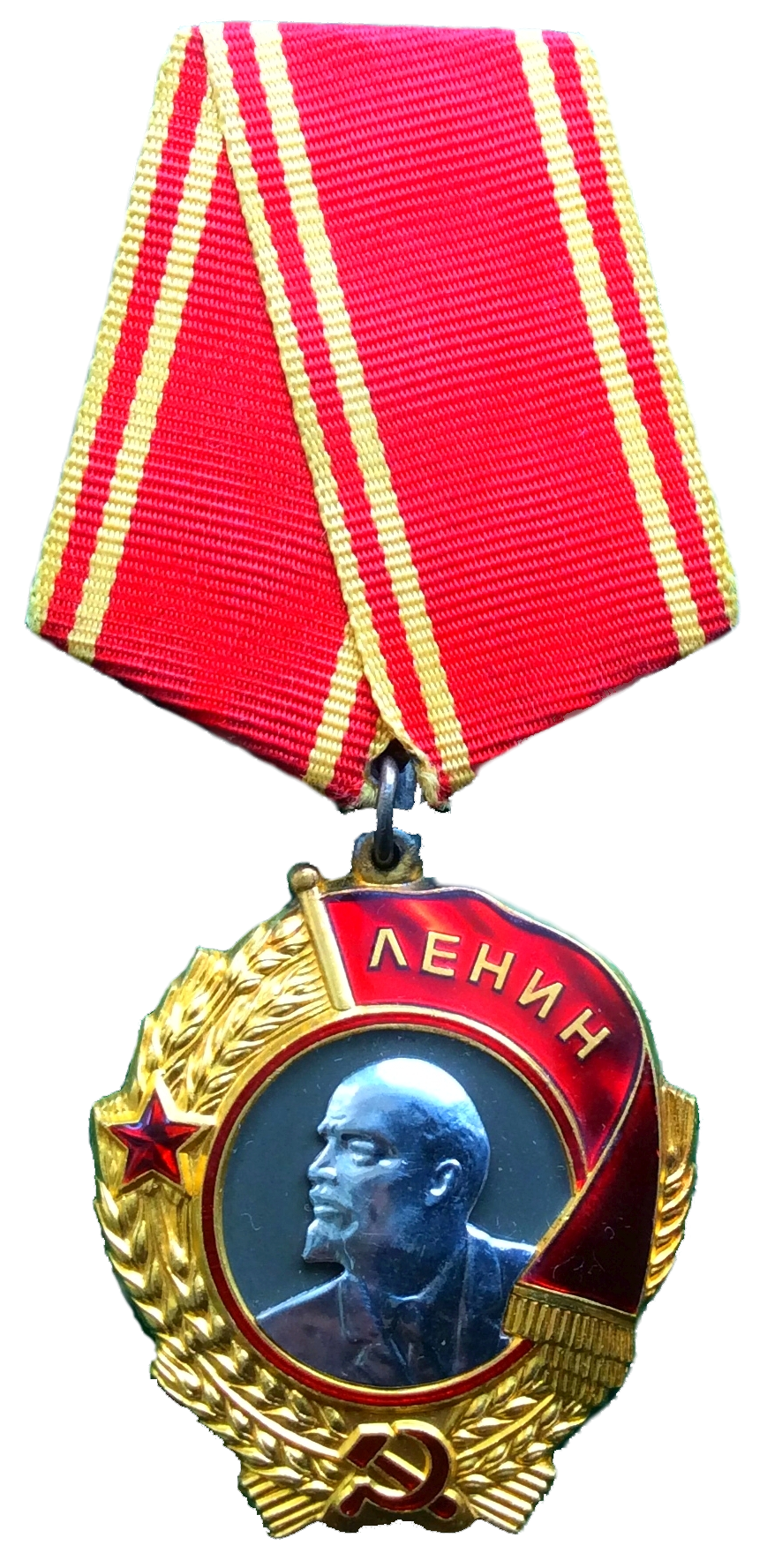
Disseny 1943-1991

L'alçada de la medalla és de 40,5mm, l'amplada és de 38mm, i el diàmetre del medalló és de 25mm.
La medalla penja d'un galó pentagonal de 24mm d'ample de seda vermella. A les vores hi ha una franja groga d'1mm, una franja vermella d'1,5mm i una groga també d'1,5mm.

## Guardonats
- Les 14 repúbliques de l'URSS i l'RSFSR

### Ciutats
- Brest
- Dnipropetrovsk
- Donetsk
- Gorki
- Kertx
- Khàrkiv
- Kíev
- Leningrad
- Lviv
- Magnitogorsk
- Minsk
- Moscou
- Múrmansk
- Odessa
- Perm
- Rostov del Don
- Sebastòpol
- Smolensk
- Uliànovsk
- Vílnius

### Entitats
- Komsomol
- Komsomólskaia Pravda (diari del Komsomol)
- Metro de Leningrad
- Metro de Moscou
- Pravda (diari)

### Persones

#### Ciutadans soviètics

##### En 11 ocasions
- Dmitri Ustínov (Mariscal de la Unió Soviètica)
- Nikolai Patólitxev, (Ministre de Comerç Exterior)

##### En 10 ocasions
- Efim Slavski (polític i metal·lúrgic)
- Aleksandr Iàkovlev (enginyer aeronàutic)
- Xarof Raixídof (escriptor i polític)

##### En 9 ocasions
- Piotr Deméntiev (general)
- Ivan Papanin (explorador polar)
- Vassili Riàbikov (militar i estadistaMinistre)
- Nikolai Semionnov (químic)
- Nikolai Tíkhonov (polític)
- Vassili Txuikov (Mariscal de la Unió Soviètica)
- Anatoli Aleksàndrov (físic)
- Jabbor Rassulov (polític)

##### En 8 ocasions
- Hovhannes Baghramian (Mariscal de la Unió Soviètica)
- Leonid Bréjnev (3r Secretari General del PCUS)
- Semion Budionni (Mariscal de la Unió Soviètica)
- Aleksandr Vassilevski (Mariscal de la Unió Soviètica)
- V. Sokolovski, (Mariscal de la Unió Soviètica)
- P.I. Batov (General d'Exèrcit)
- Andrei Tupolev (enginyer aeronàutic)
- Trofim Lissenko (Acadèmic)
- Serguei Iliuixin (Pilot soviètic i dissenyador aeronàutic)
- Semion Budionni (Mariscal de la Unió Soviètica d'origen rus)

##### En 7 ocasions
- Serguei Afanàssiev (ministre soviètic de l'Espai d'origen rus)
- Sergei Gorxkov (Almirall de la Flota d'origen ucraïnès)
- Ivan Kóniev (mariscal de la Unió Soviètica d'origen rus)
- Vilis Lācis (escriptor i polític d'origen letó)
- Kiril Meretskov (mariscal de la Unió Soviètica d'origen rus)
- Kiril Moskalenko (Mariscal de la Unió Soviètica)

##### En 6 ocasions
- Aleksei Fiódorovitx (major general i líder Partisà)
- Andrei Gretxkó (mariscal de la Unió Soviètica i ministre de defensa)
- Ivan Iumaixev (almirall i ministre de defensa soviètic)
- Gueorgui Júkov (mariscal de la Unió Soviètica i ministre de defensa)
- Piotr Kapitsa (físic guanyador del Premi Nobel)
- Andrei Kirilenko (membre del Politburó del Comitè Central)
- Anastàs Mikoian (President de la Unió Soviètica)
- Konstantín Rokossovski (mariscal de la Unió Soviètica)
- Serguei Rudenko (mariscal d'aviació)
- Borís Vànnikov (comissari del poble d'Armaments)
- Nikolai Vóronov (mariscal d'artilleria)

##### En 5 ocasions
- Nikolai Bàssov (físic soviètic d'origen rus)
- Atanasi Beloborodov (general d'exèrcit)
- Leonid Góvorov (mariscal de la Unió Soviètica)
- Ígor Kurtxàtov (físic, cap del Projecte soviètic de la bomba atòmica)
- Aleksandr Oparin (bioquímic)
- Ivan Petrov (general d'exèrcit)
- Aleksandr Prókhorov (físic)
- Semion Timoixenko (Mariscal de la Unió Soviètica)
- Matvei Zakhàrov (mariscal de la Unió Soviètica)

##### En 4 ocasions
- Ivan Iakubovski (mariscal de la Unió Soviètica)
- Semion Ignàtiev (ministre de seguretat de l'Estat)
- Làzar Kaganòvitx
- Nikolai Kuznetsov (almirall)
- Serguei Mikhalkov (escriptor)
- Andrei Sàkharov (físic)
- Ielena Stàssova

##### En 3 ocasions
- Izraïl Gelfand (matemàtic ucraïnès)
- Mikhaïl Gorbatxov (secretari general del PCUS)
- Mikhaïl Kalàixnikov (dissenyador del fusell d'assalt AK-47)
- Vladímir Konovàlov (almirall)
- Filipp Oktiabrskii (almirall)
- Dmitri Xostakóvitx (compositor)

##### D'altres
- Aleksandra Akinova (navegant d'esquadró, 15 de maig de 1946)[1]
- Aziz Aliyev (polític i científic del República Socialista Soviètica de l'Azerbaidjan, guardonat 2 vegades)
- Anatoli Bogatírev, compositor musical (1944)
- Serguei Eisenstein (director de cine)
- Iuri Gagarin (astronauta soviètic d'origen rus)
- Lev Iaixin (porter de futbol rus)
- Vladímir Karatàiev (alpinista)
- Nikita Khrusxov (dirigent soviètic d'origen rus)
- Ianka Kupala – Poeta belarús
- Fariza Magomadova (Educadora i pionera de l'educació femenina)
- Kiril Màzurov (polític belarús)
- Borís Mikhàilov (capità de l'equip soviètic d'hoquei sobre gel als anys 70 i 80, d'origen rus)
- Aleksandr Mórozov, dissenyador del tanc T-64
- Ielena Mujina (Gimnasta 1960-2006)
- Andrian Nikolàiev (cosmonauta)
- Iuri Nikulin (actor i pallasso, guardonat 2 vegades)
- Fiódor Okhlópkov (franctirador heroi de la Segona Guerra Mundial d'origen iacut)
- Nikolai Ostrovski (escriptor ucraïnès, 1904-1936)
- Liudmila Pavlitxenko (franctiradora soviètica)
- Ievgueni Pepeliàiev, (pilot de caça a la Guerra de Corea)
- Nikolai Semenov (científic soviètic, Premi Nobel de Química l'any 1956)
- Nikolai Sutiaguin, pilot de caça a la Segona Guerra Mundial i a la Guerra de Corea
- Valentina Tereixkova (cosmonauta, guardonada 2 vegades)
- Guérman Titov (cosmonauta, guardonat 2 vegades)
- Vladislav Tretiak (porter soviètic d'hoquei sobre gel d'origen rus)
- Piotr Verxigora (major general i escriptor, líder de partisans soviètic durant la Segona Guerra Mundial)
- Vladislav Vólkov (cosmonauta) (2)
- Kliment Voroixílov (mariscal de la Unió Soviètica d'origen ucraïnès)
- Vassili Zàitsev (franctirador soviètic)
- Iàkov Zeldóvitx (físic belarús)
- Liudmila Zíkina (cantant russa)

#### Estrangers
- Fidel Castro (líder cubà)
- George Formby (actor anglès)[2]
- Armand Hammer (home de negocis i filantrop estatunidenc)
- Gamal Abdel Nasser (president egipci)
- Kim Philby (doble agent soviètic/britànic)
- Josip Broz Tito (president de Iugoslàvia, 1945-1980)[3]
- Gueorgui Dimitrov (Bulgària),
- Klement Gottwald (Txecoslovàquia)
- János Kádár (Hongria)
- Dolores Ibárruri "La Pasionaria" (Espanya)
- Rubén Ruiz Ibárruri (Espanya)
- Ho Chi Minh (Vietnam)
- Walter Ulbricht (RDA)
- Arnold Rüütel (líder comunista d'Estònia; darrer president de l'Estònia independent)
- Pham Tuan (cosmonauta vietnamita)
- Sripat Amrit Dange (líder comunista indi)
- Muhammed Faris (cosmonauta i investigador sirià)